# صالح أباد (فهرج)
صالح أباد (بالفارسية: صالح‌آباد) هي قرية تقع في ناحية نغين كوير في إيران. يقدر عدد سكانها بـ 44 نسمة بحسب إحصاء 2016.